# Hans Imer von Gilgenberg

Hans Imer und Agatha von Gilgenberg, Stifterfenster in der röm. kath. Kirche von Meltingen Hans Baldung Grien zugeschrieben, 1519

Hans Imer von Gilgenberg (* vor 1469; † 25. Juni 1533 in Ensisheim) war ein Ritter, Landvogt und kaiserlicher Rat in Vorderösterreich.

## Leben
Hans Imer von Gilgenberg war ein Sohn des Hans Bernhard von Gilgenberg. Nach dem Tod des Vaters vor Neuss erbte er 1474 das Schloss Gilgenberg bei Solothurn. Gilgenberg führte wie sein Vater das Wappen der Freiherren von Ramstein/Bretzwil zwei gekreuzte Lilienstengel (= Ilgen). Hans Imer von Gilgenberg erwarb 1485 das Bürgerrecht in Solothurn und verkaufte die Herrschaft Gilgenberg 1489 an die Stadt.
1494 wurde Hans Imer von Gilgenberg, der zuvor die Stellung eines Vogts und kaiserlichen Rates in Ensisheim innehatte, Achtburger von Basel und saß somit als Vertreter der Ritterschaft im Rat. Gleichzeitig war er als Dreizehner Geheimer Staatsrat. 1496 und 1498 war Gilgenberg Bürgermeister von Basel. Gilgenberg unterhielt enge Beziehungen zu Kaiser Maximilian. Er gehörte zur Zeit des Schwabenkrieges wiederholt Gesandtschaften der Stadt an den Kaiser an.
Unter dem Decknamen Pfefferhans lieferte Gilgenberg in Briefen Informationen aus dem inneren Führungszirkel der Eidgenossen an den Kaiser. Obwohl im Amt korrekt, musste Gilgenberg im Oktober 1499 wegen seiner proösterreichischen Parteinahme das Bürgermeisteramt aufgeben. Gilgenberg ehelichte 1499 Barbara von Andlau und nach deren Tod 1503 Agatha von Breitenlandenberg. Von 1502 bis 1533 residierte Gilgenberg wieder als Statthalter und kaiserlicher Rat in Ensisheim. Von 1519 bis 1533 war er Mitglied des Reichsregimentes. Gilgenberg unterdrückte als Führer der Adelspartei 1525 den regionalen Aufstand während des Bauernkrieges im Elsass. 1526 führte er eine Kommission an, die über die radikal-reformatorische Täuferbewegung von Waldshut richtete.
Gilgenberg und seine zweite Frau Agatha von Breitenlandenberg stifteten 1519 die bedeutenden Glasfenster der Kirche von Meltingen. Die Ausführung des Fensters mit dem Stifterpaar wird Hans Baldung Grien und seiner Freiburger Werkstatt zugeschrieben.